# پارواتی نایر
پارواتی نایر (به انگلیسی: Parvati Nair) (زاده ۵ دسامبر ۱۹۹۲) بازیگر هندی است.
از کارهای معروف او می‌توان به بازی در فیلم شرور صادق و اگر مرا می‌شناسی اشاره کرد.